# Xã Norwalk, Quận Huron, Ohio
Xã Norwalk (tiếng Anh: Norwalk Township) là một xã thuộc quận Huron, tiểu bang Ohio, Hoa Kỳ. Năm 2010, dân số của xã này là 3.591 người.